# Louis Neltner
Louis Neltner, né à Toulouse le 9 juillet 1903 et mort à Lyon le 23 janvier 1985, était un géologue français, directeur de l'École nationale supérieure des mines de Saint-Étienne de 1944 à 1971, mais aussi un résistant (MUR), un alpiniste et un explorateur.
Géologue, Louis Neltner a notamment été l'élève de Pierre Termier à l'École nationale supérieure des mines de Paris.
Louis Neltner a été membre de la première expédition française en Himalaya (au Karakoram) en 1936, menée par Henry de Ségogne, aux côtés notamment de Pierre Allain, Marcel Ichac, Jean Carle, Jean Charignon, Jean Leininger, Jean Deudon, Jean Arlaud et Jacques Azemar.

## Biographie

### Formation
Louis Neltner est rentré à l'école polytechnique à l'âge de 18 ans. Sorti major de la promotion X1921, Neltner a également intégré le Corps des mines.

## Publications
- Karakoram : expédition française à l'Himalaya avec Jean Escarra, Jean Charignon et Henry de Ségogne, Flammarion, 172 p., 1938.
- La Montagne avec Pierre Courthion, Jean Couzy, Jean Escarra, Jean Franco, Robert Grandpierre, Bertrand Kempf, Jean-Jacques Languepin, Samivel, Henry de Ségogne, Jean Stoupy et Paul Veyret, Éd. Larousse, 476 p., 1956[3].

## Postérité
Un boulevard à Saint-Étienne porte son nom.
Alpiniste chevronné, un refuge près du djebel Toubkal a été nommé en son honneur.